# کبوتر شاهی سرصورتی
کبوتر شاهی سرصورتی (نام علمی: Ducula rosacea) گونه‌ای از پرندگان خانواده کبوتران است که در جزایر سوندا کوچک اندونزی یافت می‌شود. زیستگاه‌های طبیعی آن جنگل‌های دشت نمناک نیمه‌گرمسیری یا گرمسیری، جنگل‌های حرا نیمه‌گرمسیری یا گرمسیری و بوته‌زارهای نمناک نیمه‌گرمسیری یا گرمسیری است. نابودی زیستگاه آن را تهدید می‌کند.